# ناصر سراج
ناصر سراج (زادهٔ ۱۳۳۸ کاشان) معروف به قاضی سراج از قاضی‌های قوه قضائیه ایران و معاون امور بین‌الملل رئیس قوه قضائیه و دبیر ستادحقوق بشر است. وی پیش‌تر از ۷ آذر ۱۴۰۰ تا ۲۰ بهمن ۱۴۰۳ معاون سیاسی رئیس قوه قضائیه و رئیس سازمان بازرسی کل کشور بوده‌است.
وی سابقه قضاوت پرونده‌های جنجالی متعددی را از جمله حادثه پارک شهر تهران، اختلاس ۳ هزار میلیارد تومانی در ایران و تخلفات مهدی هاشمی رفسنجانی را در کارنامه خود دارد.

## سمت‌ها
1. سرپرست دادسرای جنایی شهر تهران
2. رئیس مجتمع جنایی و مجتمع ویژه فرودگاهی
3. معاونت قضایی دادگستری کل استان تهران
4. رئیس دادگاه‌های کیفری استان تهران
5. عضو معاون دیوانعالی و معاون سیاسی-امنیتی دادستان کل کشور
6. دبیر ستاد استعلامات انتخابات در دادستانی کل کشور (در زمان انتخابات ریاست جمهوری ایران (۱۳۸۸))
7. نماینده قوه قضائیه در هیئت نظارت بر مطبوعات
8. رئیس سازمان بازرسی کل کشور
9. دادستان نظامی تهران
10. معاونت سیاسی رئیس قوه قضائیه